# Calatañazor
Calatañazor ist ein Ort und eine kleine Gemeinde (municipio) mit nur noch 43 Einwohnern (Stand: 2024) in der nordspanischen Provinz Soria in der autonomen Region Kastilien-León. Der in der bevölkerungsarmen Serranía Celtibérica gelegene Ort wurde als Kulturgut (Bien de Interés Cultural) in der Kategorie Conjunto histórico-artístico anerkannt.

## Lage
Der Ort Calatañazor liegt oberhalb des Flusstals des Río Milanos in einer Höhe von etwa 1060 m. Der nächstgrößere Ort, El Burgo de Osma, ist etwa 33 km (Fahrtstrecke) in südwestlicher Richtung entfernt. Bis zur Provinzhauptstadt Soria sind es etwa 36 km (Fahrtstrecke) in östlicher Richtung. Sehenswert ist auch der unter Denkmalschutz stehende Ort Ucero (32 km westlich). Das Klima in Calatañazor ist im Winter rau, im Sommer dagegen gemäßigt bis mild; Regen (ca. 520 mm/Jahr) fällt übers Jahr verteilt.

## Bevölkerungsentwicklung
| Jahr      | 1857 | 1900 | 1950 | 2001 | 2019 |
| Einwohner | 514  | 511  | 306  | 75   | 51   |

Infolge zunehmender Trockenheit sowie der Mechanisierung der Landwirtschaft und des daraus resultierenden geringeren Arbeitskräftebedarfs ist die Zahl der Einwohner seit Beginn des 20. Jahrhunderts stark rückläufig. Zur Gemeinde gehören auch die beiden Weiler (pedanías) Abioncillo de Calatañazor und Aldehuela de Calatañazor mit jeweils nur noch etwa 10 Einwohnern.

## Wirtschaft
Das kleine Bergdorf war und ist in hohem Maße von der Landwirtschaft geprägt. In früheren Zeiten diente der Ort als Handwerks- und Marktzentrum für die – mittlerweile längst aufgegeben – kleineren Einzelgehöfte und Weiler der Umgebung. Seit der Mitte des 20. Jahrhunderts spielt der Tourismus (Wandern und Ferienwohnungen) eine wichtige Rolle als Einnahmequelle für die Gemeinde.

## Geschichte
Forscher vermuten, dass eine Siedlung mit Namen Voluce des keltischen Stammes der Arevaker in unmittelbarer Nähe lag. Auch die Römer sollen in der Gegend gewesen sein – viele archäologische Spuren gibt es jedoch nicht. Aus westgotischer Zeit stammen vielleicht einige Gräber in den Flanken des Burgbergs. Der heutige Name Calatañazor (arabisch: Qal`at an-Nusur, قلعة النسور) stammt aus islamischer Zeit und bedeutet so viel wie „Adlerburg“; er erinnert an die Zeit der islamischen Herrschaft über weite Teile der Iberischen Halbinsel, die im nördlichen Teil mit einer Niederlage des Feldherrn Almansor im Sommer des Jahres 1002 in der – historisch nicht belegten – Schlacht von Calatañazor endgültig zu Ende ging. Im Mittelalter gehörte die Stadt zur Grundherrschaft (señorio) der Familie Padilla, die wohl auch im 14./15. Jahrhundert die Burg erbauen ließ. Vom 17. bis zum Beginn des 19. Jahrhunderts stand der Ort unter der Kontrolle der Herzöge von Medinaceli.

## Sehenswürdigkeiten

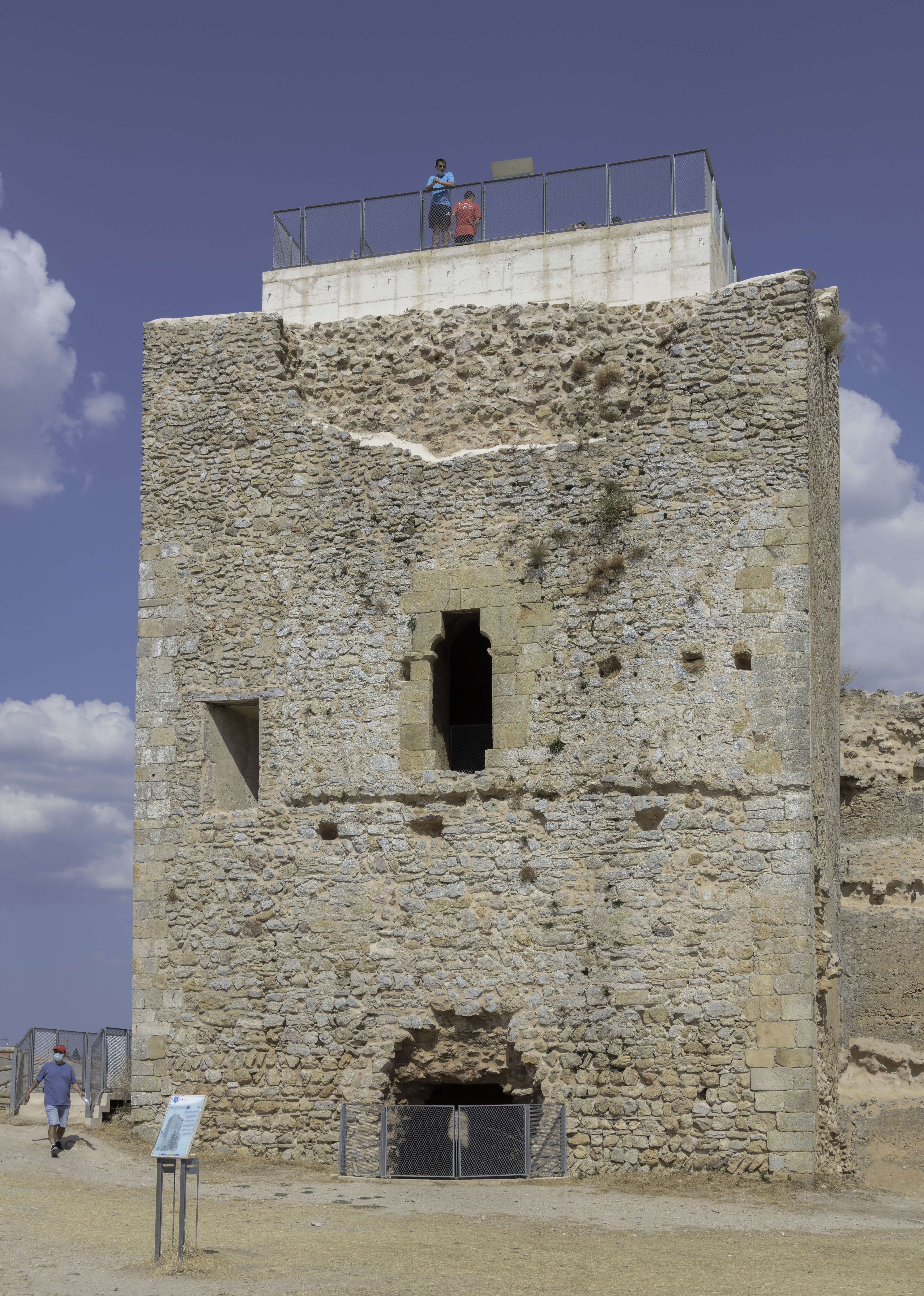
Bergfried (Torre del Homenaje)

- Von der aus weitgehend unbearbeiteten Steinen errichteten mittelalterlichen Burg (Castillo de Calatañazor) stehen nur noch Ruinen. Deren markantester Teil ist der Bergfried (torre del homenaje) mit seinem erhöht liegenden und nur mittels Leitern erreichbaren Eingangsportal. In der Mitte der Außenwand befindet sich noch ein seltsam geformtes gotisches Fenster. Die Burg war von einem Mauerring umgeben, von dem noch einige Teilstücke erhalten sind.[6][7]

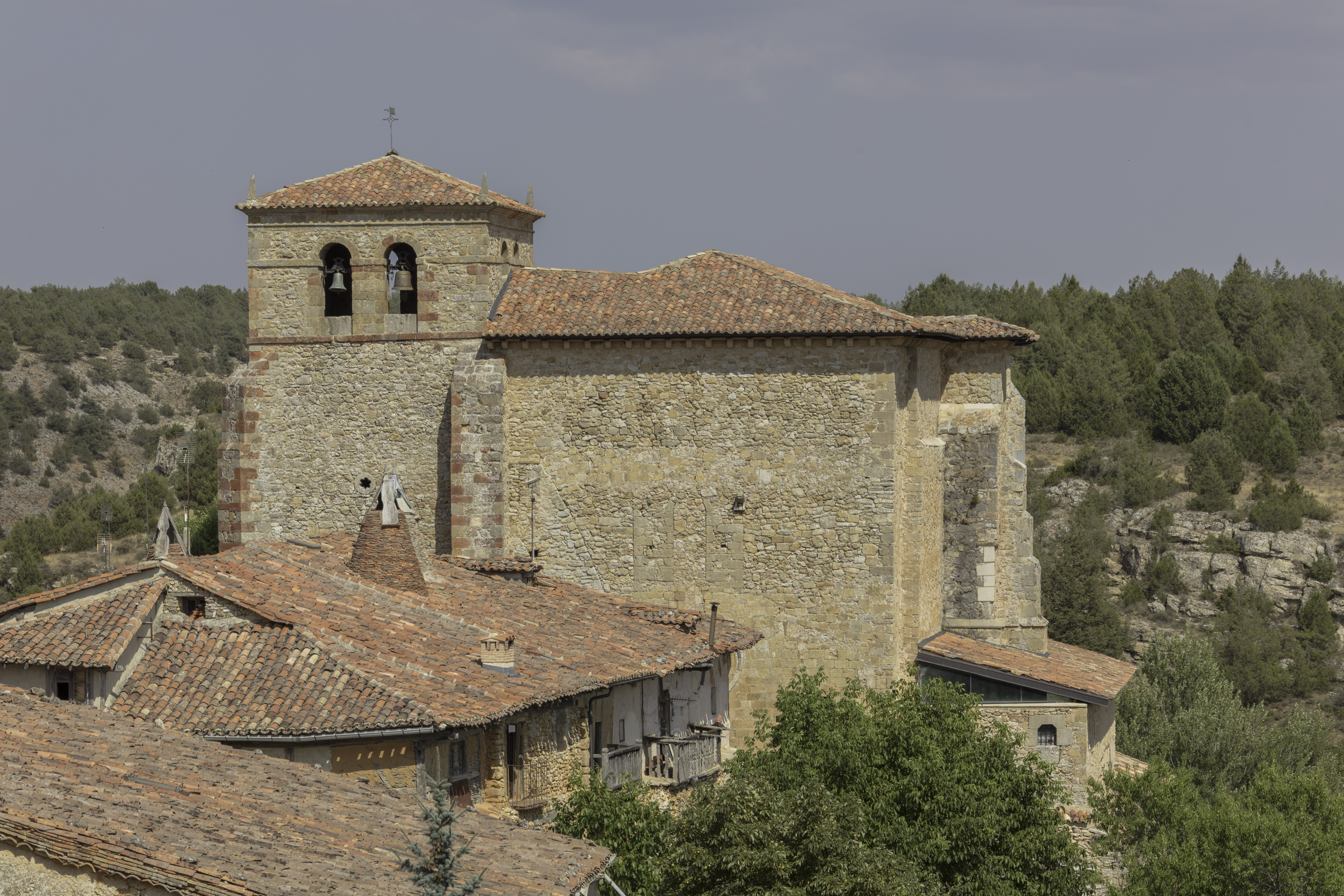
Kirche del Castillo

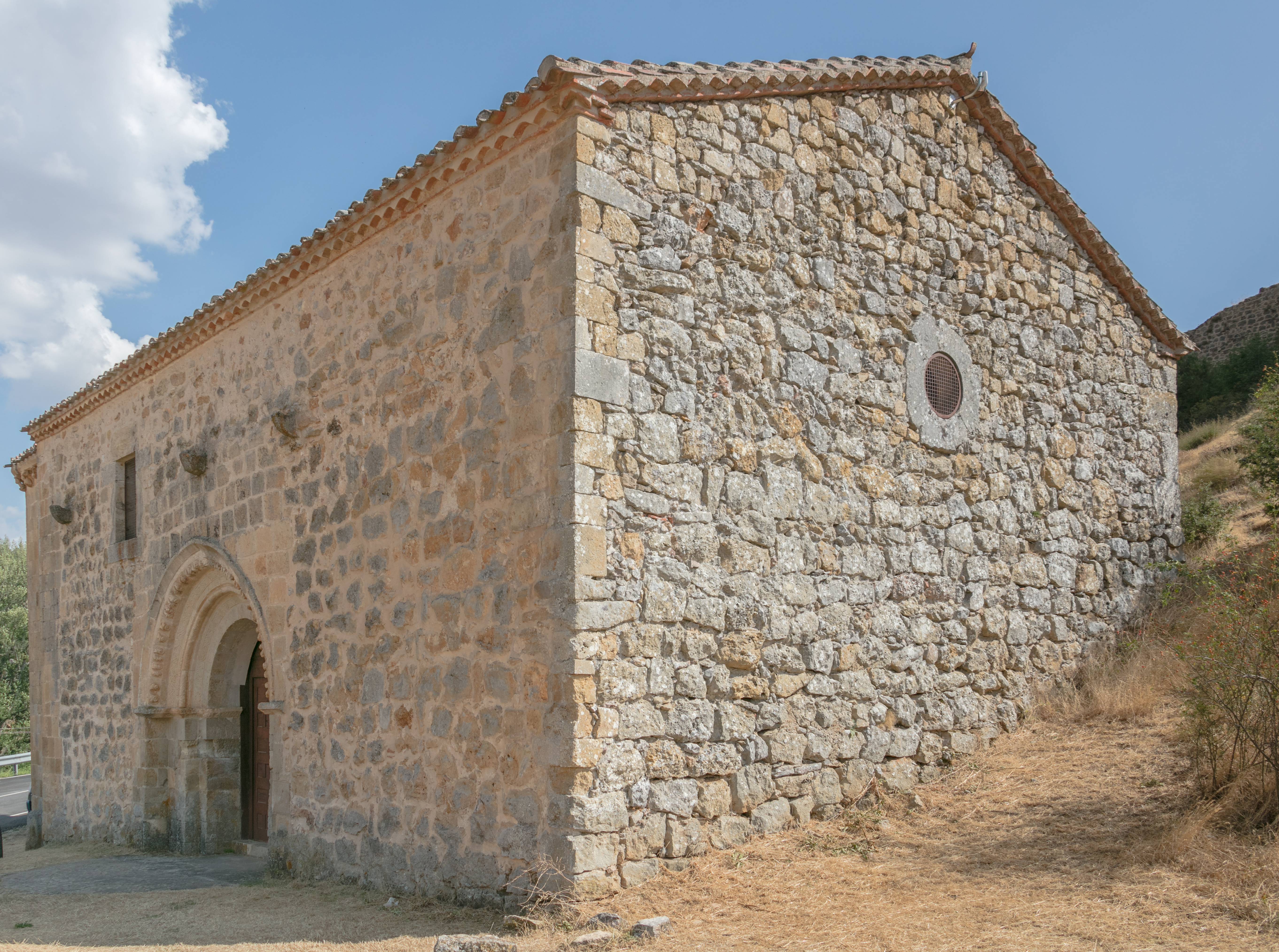
Ermita de Soledad

- Die Häuser des mittelalterlich anmutenden und von Resten der ehemaligen Stadtbefestigung umgebenen Ortes gruppieren sich auf einem Felsplateau hinter der Burg. In den verlassen wirkenden Gassen finden sich noch etliche – teilweise auf Stützen stehende – Fachwerkhäuser mit Gefachfüllungen aus mit kleinen Steinen vermischtem Lehm, die später manchmal mit Ziegelsteinen erneuert wurden.
- Die Pfarrkirche Nuestra Señora del Castillo ist ein äußerlich schmuckloser und insgesamt wehrhaft anmutender Bau aus dem 13. Jahrhundert, der im Wesentlichen aus Bruchsteinen konstruiert ist. Die Archivolten des Portals sind von einem rechteckigen Rahmen (alfiz) eingerahmt, der so weit im Norden Spaniens eher selten zu finden ist und letztlich aus der islamischen Architektur entlehnt ist. Darüber befinden sich drei durch kleine Säulchen mit Kapitellen voneinander getrennte Blendarkaden, deren mittlere oben mit einem kleinen Vielpassbogen abschließt, und ein kleines Rundfenster (oculus). Das einschiffige, mit Rippengewölben ausgestattete Gotteshaus beherbergt ein romanisches Taufbecken, ein spätgotisches, als heilkräftig verehrtes Leinwandbild des Cristo del Amparo in einem barocken Altarretabel sowie ein weiteres großes Altarretabel mit mehreren Szenen aus dem Heilsgeschehen.
- Mitten im Ort steht auf einem abgetreppten Sockel eine Gerichtssäule (rollo oder picota) aus dem 16. oder 17. Jahrhundert. Über einem sechseckigen Schaft befinden sich eine in alle vier Himmelsrichtungen ausgreifende Platte und eine mehrfach gestaffelte Bekrönung mit einem Abschluss in Form einer Kugel. Die Spitze bildet ein schmiedeeisernes Kreuz.

Umgebung
- Nur etwa 150 m nördlich des Ortes steht die einschiffige romanische Einsiedlerkirche Ermita de Soledad, von der noch die aus exakt behauenen Steinen erbaute Apsis und ein Portal auf der Nordseite erhalten sind. Der Rest des Bauwerks wurde später – wenig liebevoll – aus unbearbeiteten Bruchsteinen erneuert. Merkwürdig muten die beiden Arkaden in der Außenwand der Apsis an – dabei handelt es sich wahrscheinlich um vermauerte Türen, die in früherer Zeit zu Prozessionszwecken geöffnet und anschließend wieder zugemauert worden sind. Die Konsolen unterhalb der Traufe zeigen abstrakte Dekormotive sowie Tierköpfe etc.; ein Harfe spielender Musikant (König David?) findet sich mitten unter ihnen.[8]
- Von einer weiteren Einsiedlerkirche (Ermita San Juan Bautista) steht nur noch ein halb von Pflanzen überwuchertes Archivoltenportal aus exakt behauenen Steinen.
- Die Wacholderwälder (Sabinar de Calatañazor) etwa 2 km nordwestlich des Ortes stehen unter Naturschutz. Etliche der knorrigen Bäume des Spanischen Wacholders (Juniperus thurifera) sind mehrere hundert Jahre alt.

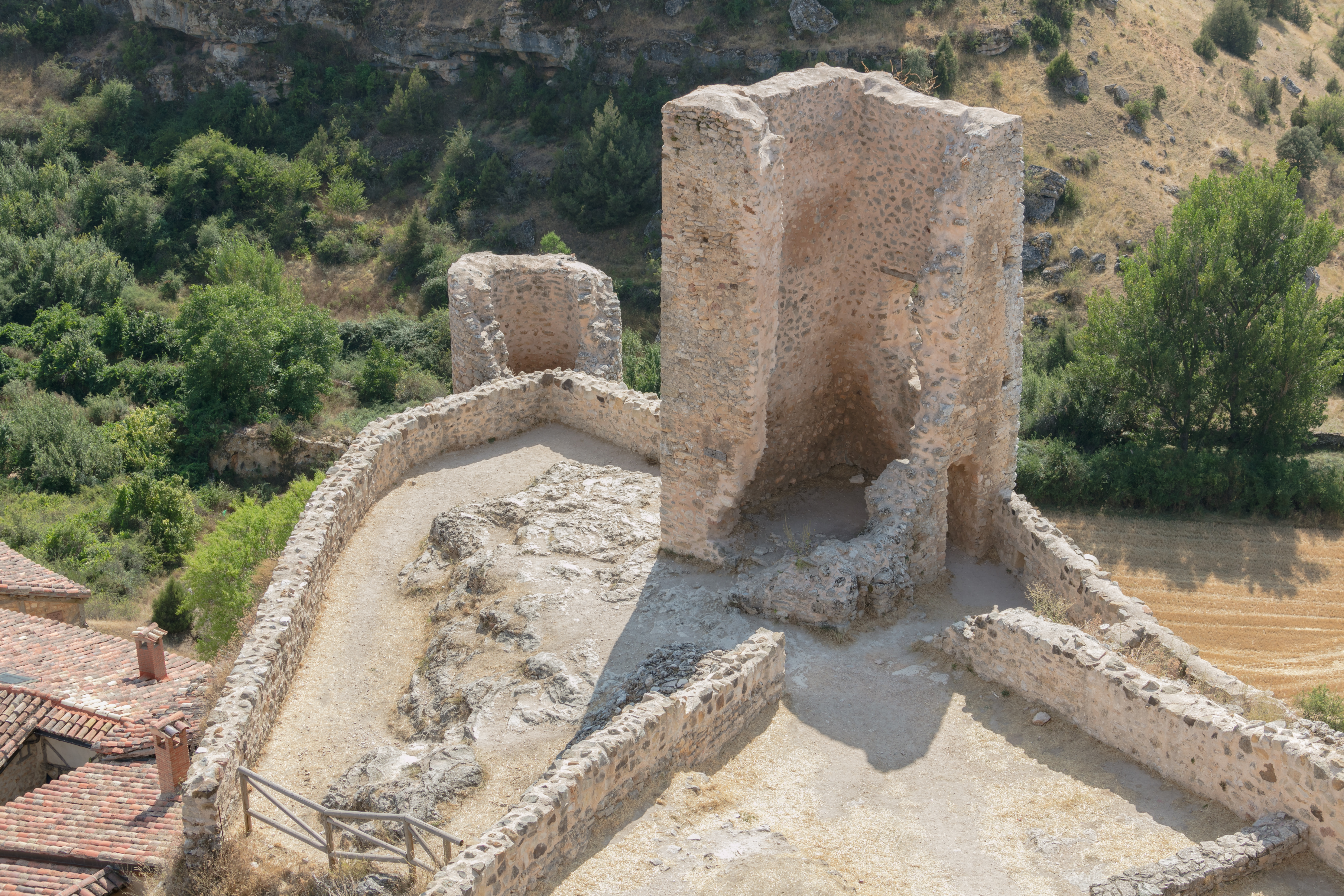
Turm
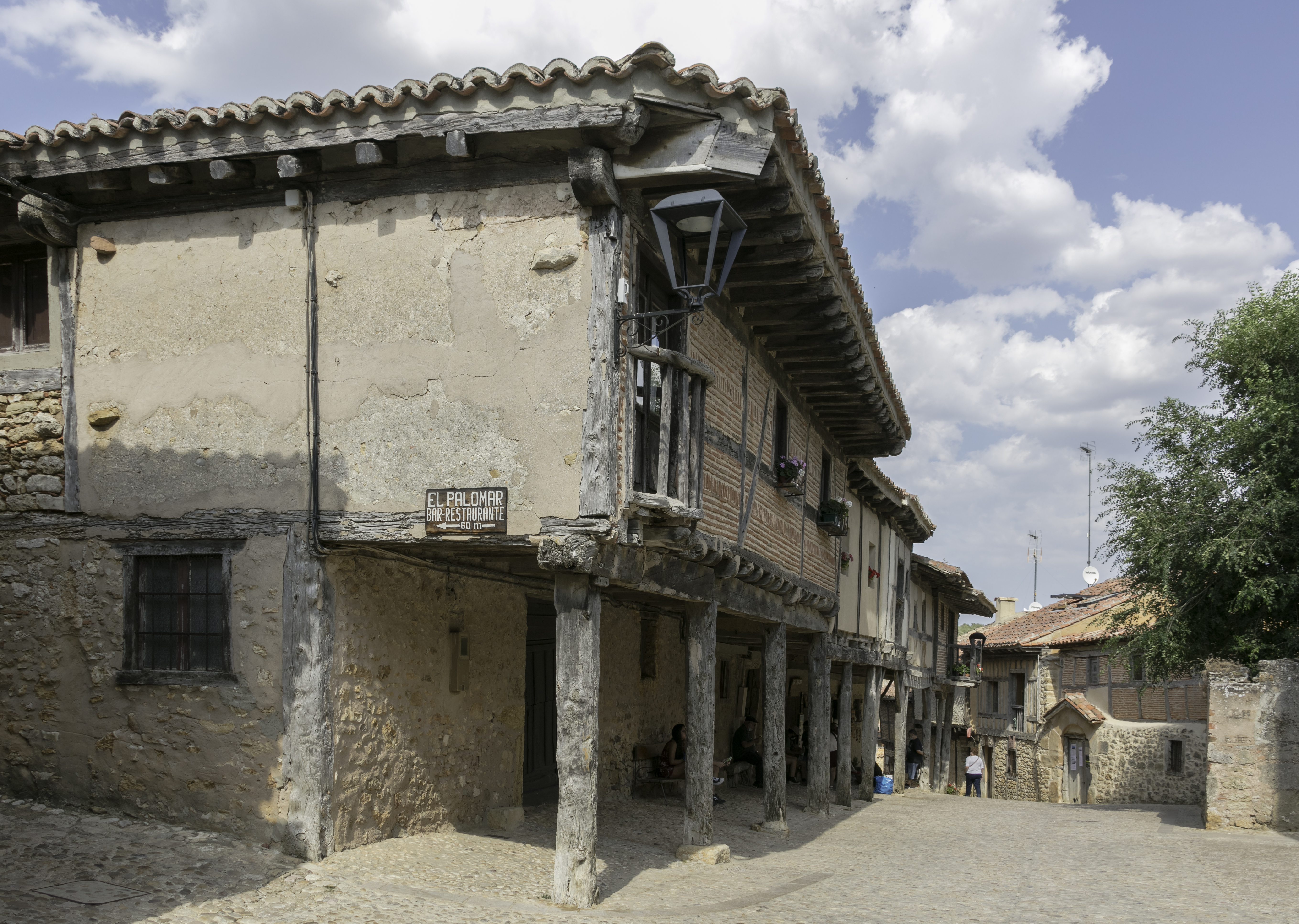
Straße in Calatañazor
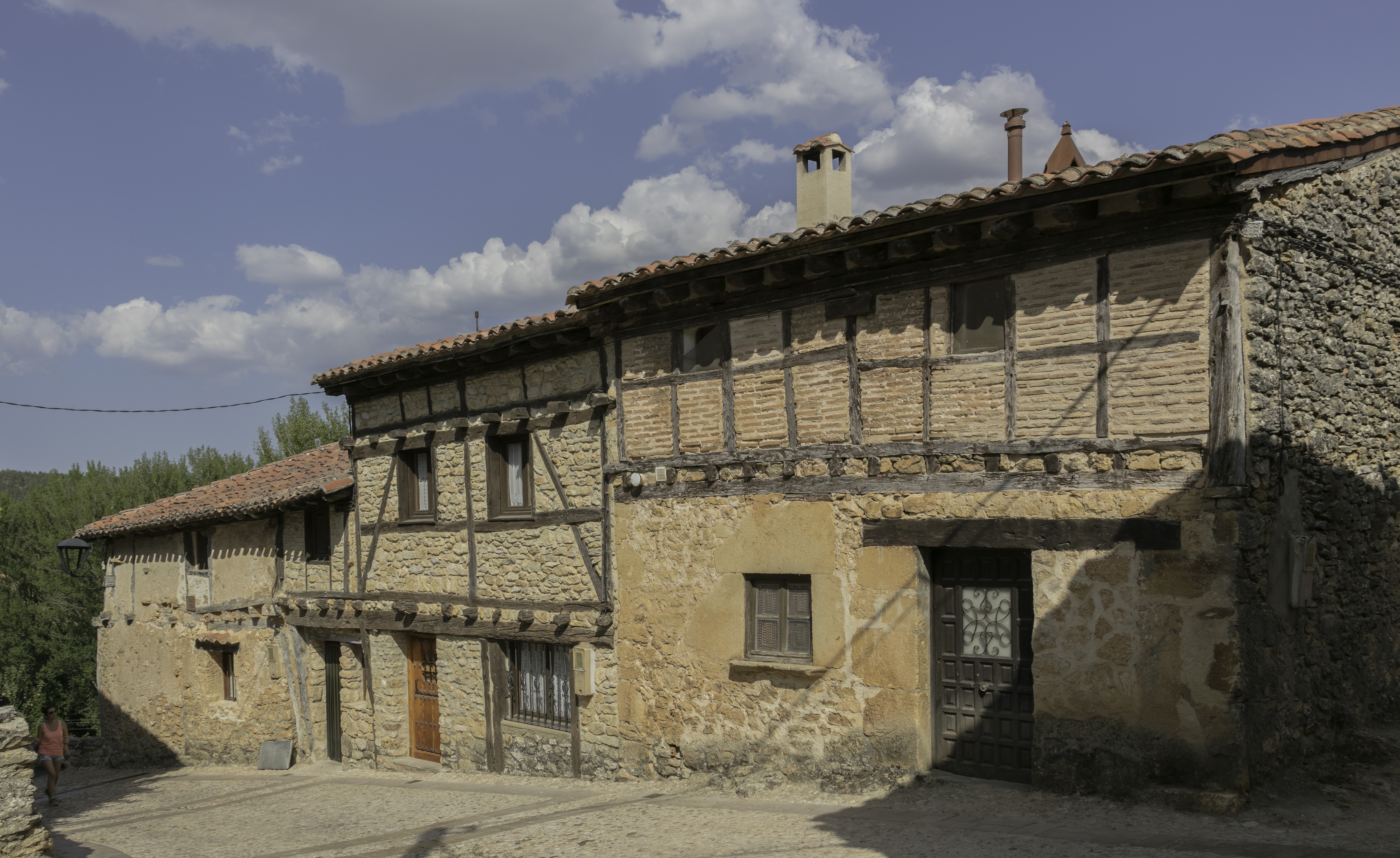
Straße in Calatañazor
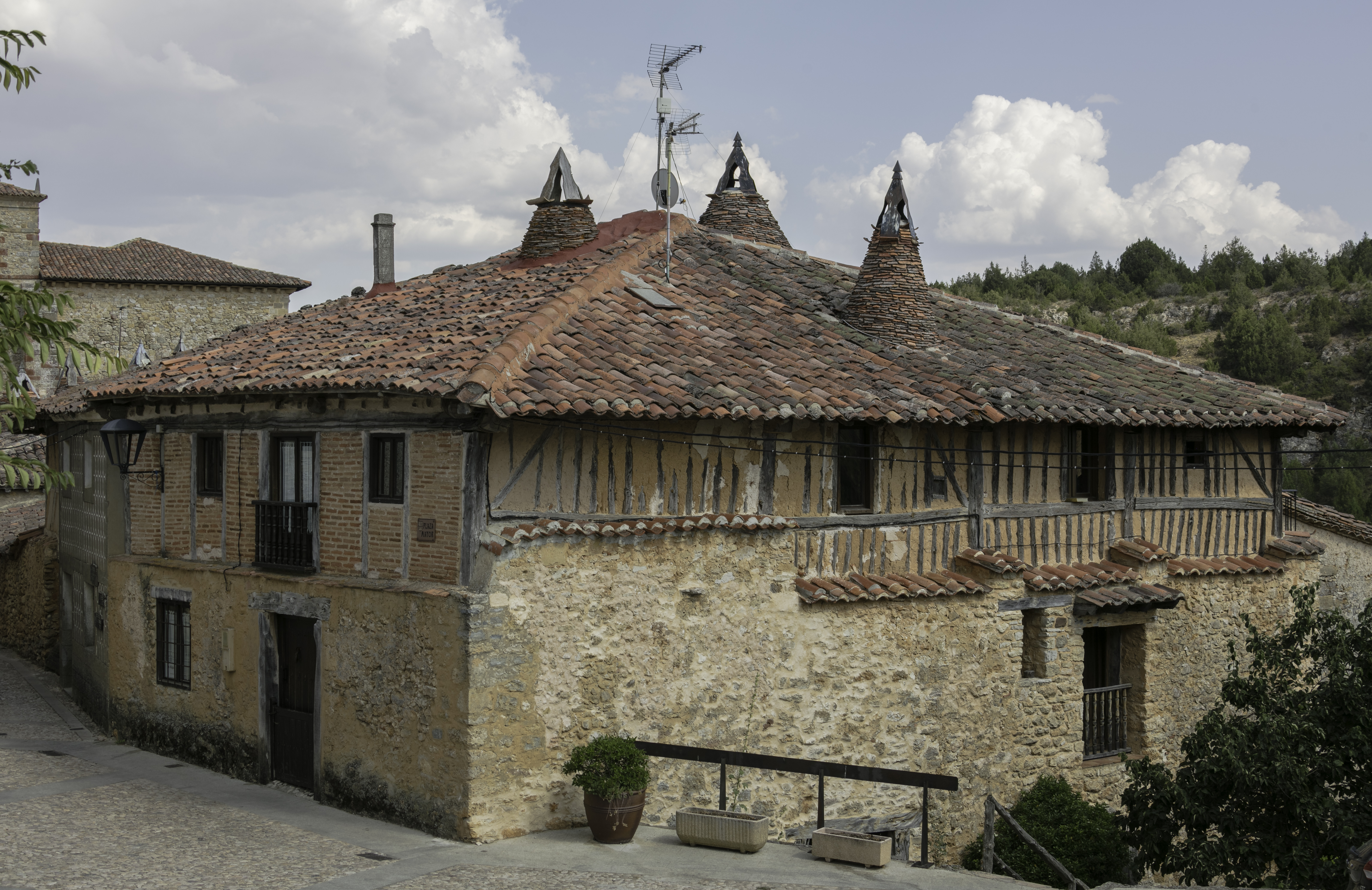
Typisches Haus
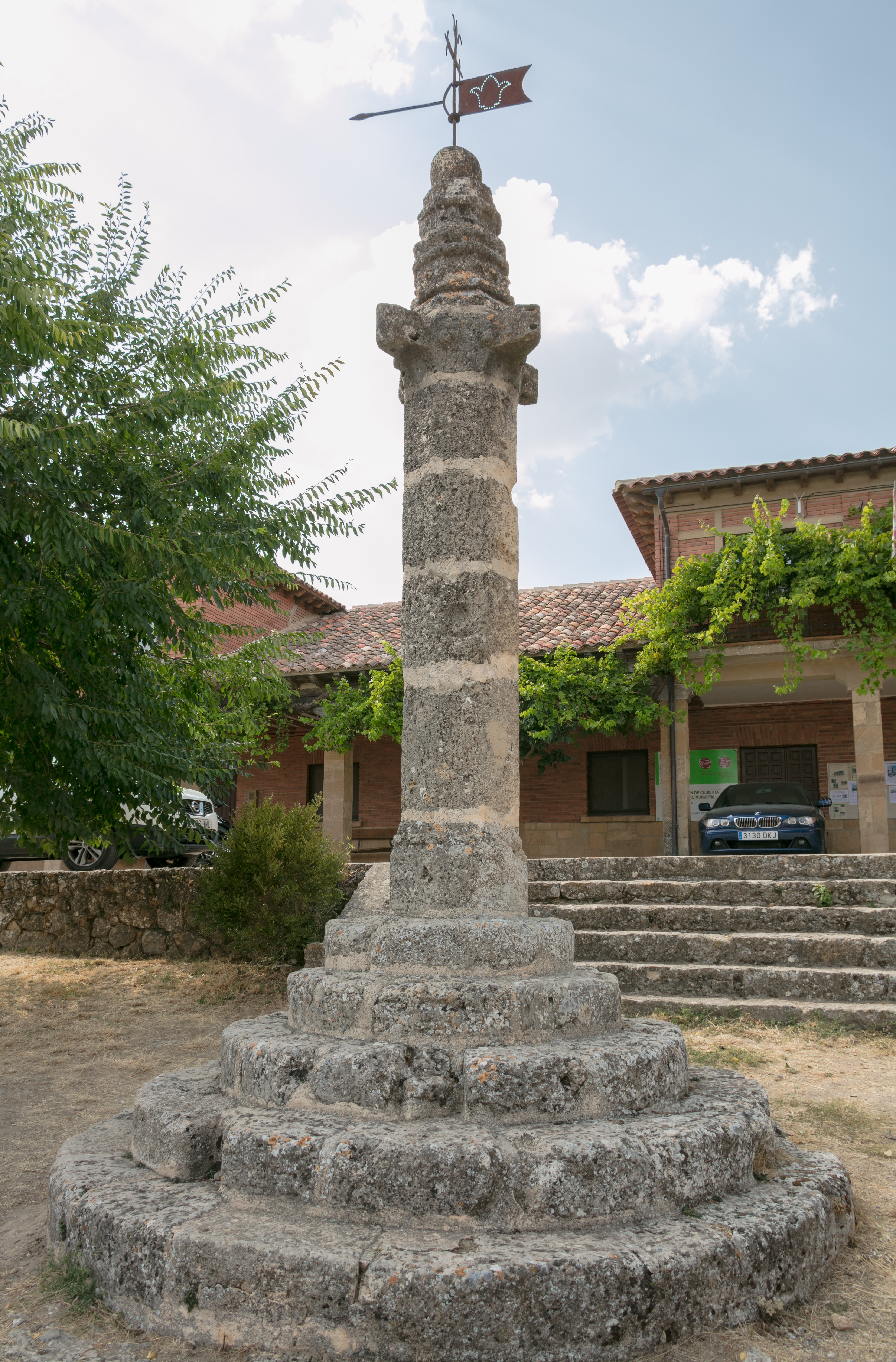
Gerichtspfeiler (rollo)
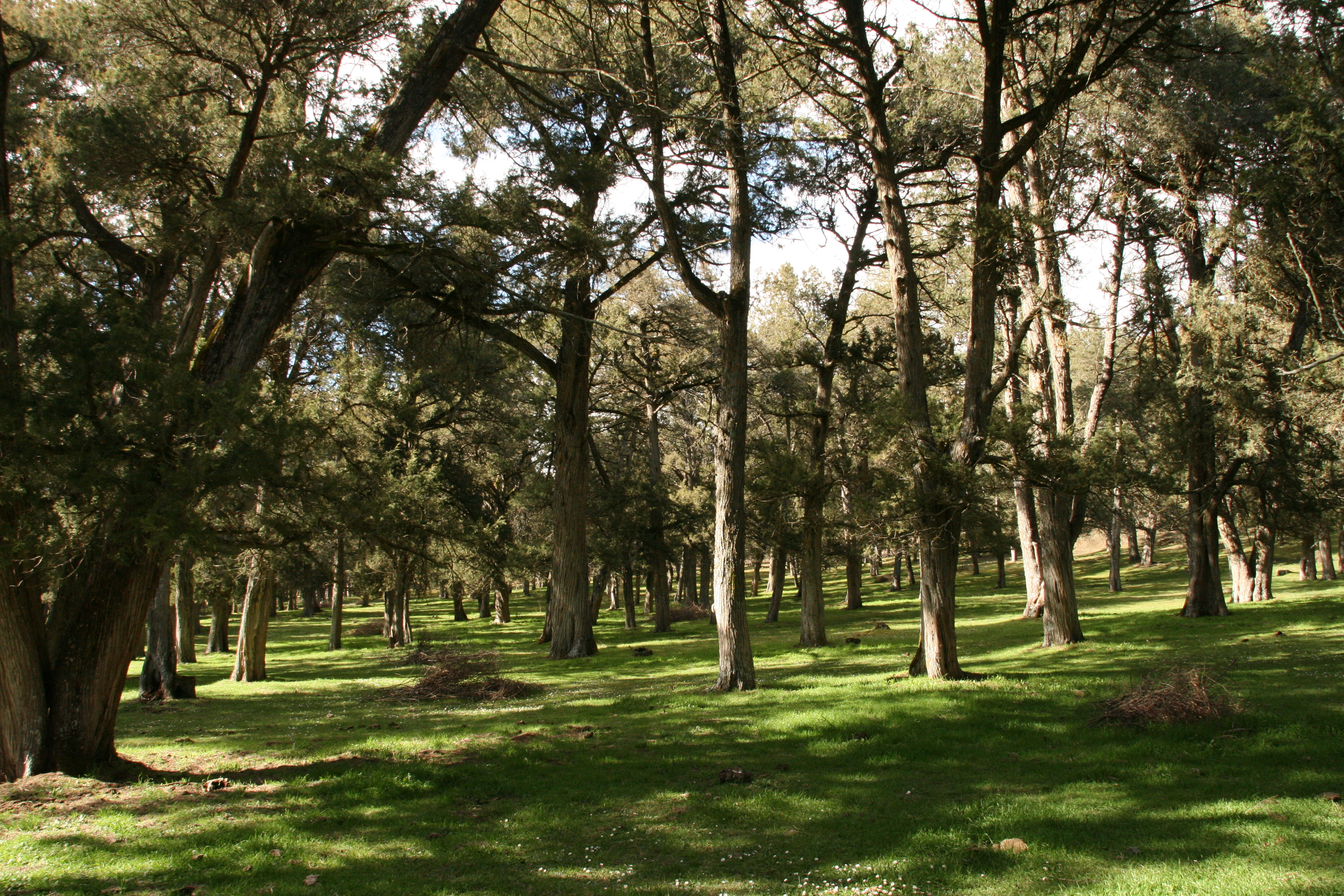
Wacholderwälder (Sabinar de Calatañazor)

## Sonstiges
Im Jahr 1965 drehte Orson Welles einige Szenen seines Films Falstaff – Glocken um Mitternacht in Calatañazor.